# Национальный архив и библиотека Эфиопии
Национальный архив и библиотека Эфиопии (англ. National Archives and Library of Ethiopia) — находящиеся в городе Аддис-Абебе национальная библиотека и архив страны.

## История
Национальная библиотека была основана в 1944 году императором Эфиопии Хайле Селассие и начала обслуживать население на основе подаренных им книг. В 1976 году правительственным указом № 50/76 библиотеке было предоставлено законное право получать три экземпляра каждого печатного издания, публикуемого в стране. В настоящее время библиотека является подразделением Министерства культуры и туризма.
Национальный архив был учреждён в 1979 году. Его собрания включают древние и исторические рукописи, написанные ещё в XIV—XV веках. Архив начал работать на основе архивов Министерства Большого дворца, Дворца наследного принца и др. В архиве хранятся письма, написанные рядом царей, императриц и князей. Сокровища из Национального архива и библиотеки Эфиопии в 1997 году включены в список наследия проекта «Память мира».